# Edpercivalia borealis
Edpercivalia borealis là một loài Trichoptera trong họ Hydrobiosidae. Chúng phân bố ở miền Australasia.